# Illiassa
Illiassa (Schreibvariante: Illiasa) ist eine Ortschaft im westafrikanischen Staat Gambia.
Nach einer Berechnung für das Jahr 2013 leben dort etwa 987 Einwohner, das Ergebnis der letzten veröffentlichten Volkszählung von 1993 betrug 1060.

## Geographie
Illiassa liegt in der North Bank Region im Distrikt Upper Baddibu. Der Ort liegt an der North Bank Road zwischen Farafenni und No Kunda.
Rund 6,3 Kilometer südlich liegt Katchang.